# Hahnia candida
Hahnia candida är en spindelart som beskrevs av Simon 1875. Hahnia candida ingår i släktet Hahnia och familjen panflöjtsspindlar. Inga underarter finns listade i Catalogue of Life.